# Stade Tout Puissant Mazembe
Le stade Tout Puissant Mazembe est un stade de football situé dans la commune de Kamalondo à Lubumbashi en république démocratique du Congo. C'est le stade dans lequel l'équipe du TP Mazembe dispute ses matchs à domicile.
Le stade TP Mazembe a une capacité de 18 000 places. Ayant été construit en avril 2010 sur une durée d'environ 22 mois, ce stade a déjà permis à Mazembe de monter d’échelon parmi les équipes africaines[Comment ?]. Dans toutes ses compétitions africaines (Ligue des Champions et Coupe de la Confédération) Mazembe n'a jamais été battu à domicile, excepté quelques matchs nuls qu'il a connus à la maison[réf. nécessaire].

## Histoire
Ancien appellation stade Mwanke, un don de l'ancien président Mobutu à l'équipe de Mazembe.